# جملة ذرية
الجملة الذرية (بالإنجليزية: Atomic sentence)‏ هي جملة تُستخدم في الفلسفة المنطقية والتحليلية وهي نوع من الجمل الصريحة التي قد تحمل الخطأ أو الصواب؛ تتميز الجملة الذرية بأنّها غير قابلة للتجزئة ولا يمكن تبسيطها. مثلاً جملة الكلب يركض هي جملة ذرية، في حين الكلب يركض والقطة تهرب في اللغة الطبيعية.
من وجهة نظر التحليل المنطقي تُحدد حقيقة أو زيف الجملة بشكل عام من خلال شيئين: الشكل المنطقي للجملة وصدق أو زيف جملها البسيطة. وهذا يعني على سبيل المثال أن حقيقة الجملة يوحنا يوناني ويوحنا سعيد هي دالة في معنى "و"، وأن قيم الحقيقة في الجملتين الذريتين يوحنا يوناني و يوحنا إنّه سعيد. برغم ذلك فإن حقيقة أو خطأ الجملة الذرية ليست مسألة محتواة في نطاق المنطق نفسه فهي يمكن أن تكون صحيحة أو خاطئة تبعاً لموضوعها.
طوّر المنطق لغات اصطناعية مثل حساب القضايا ومنطق الرتبة الأولى، جزئياً بهدف الكشف عن المنطق الكامن وراء عبارات اللغة الطبيعية والتي قد تخفي قواعدها الأساسية في هذه اللغات الاصطناعية. الجملة الذرية هي سلسلة من الرموز التي يمكن أن تمثل جملة أولية في لغة طبيعية، ويمكن تعريفها على النحو التالي:
في اللغة الرسمية الصيغة جيدة التكوين (بالإنجليزية: Well-formed formula)‏ (أو اختصاراً wff) عبارة عن سلسلة من الرموز تتكون وفقًا لقواعد النحو في اللغة. المصطلح هو متغير ثابت فردي، أو حرف الرتبة الأولى. الصيغة الذرية هي wff تتكون إما من حرف مرسل أو حرف مسند من مكان متبوعاً بمصطلح مسند.الجملة الذرية هي صيغة ذرية لا تحتوي على متغيرات. ويترتب على ذلك أن الجملة الذرية لا تحتوي على روابط منطقية أو متغيرات أو محددات كمية. بينما الجملة التي تتكون من جملة واحدة أو أكثر والرابط المنطقي عبارة عن جملة مركبة (أو جزيئية) لا تكون جملة ذرية.

## التفسيرات
الجملة إما صحيحة أو خاطئة بموجب تفسير يعين قيماً للمتغيرات المنطقية. قد نقوم على سبيل المثال بإجراء المهام التالية:
الثوابت الفردية
- آ: سقراط
- ب: أفلاطون
- ج: أرسطو

المسندات
- Fα: آ نائم
- Gαβ: آ يكره ب
- Hαβγ: آ جعل من ب يكره ج

المتغيرات الجملية
- ع: إنها تمطر.

بموجب هذا التفسير ، ستمثل الجمل التي تمت مناقشتها أعلاه العبارات التالية:
- ع: إنها تمطر.
- Fα: سقراط نائم.
- H (ب ، أ ، ج): أفلاطون جعل سقراط يضرب أرسطو.
- ∀س (F(س)): الجميع نائمون.
- ∃ز (G (آ، ز)): سقراط يكره شخصاً ما.
- ∃س ∀هـ ∃ز (H (س، هـ، ز)): شخص ما جعل الجميع يضرب شخصًا ما. (ربما لم يكونوا قد أصابوا جميعًا نفس الشخص ز ، لكنهم جميعًا فعلوا ذلك بسبب نفس الشخص س.)
- ∀س ∃ز (F (س) ∧ G (آ، ز)): الجميع نائم وسقراط يكره شخصاً ما.
- ∃س ∀هـ ∃ز (G (آ، ز) ∨ H (س، هـ، ز)): إما أن يكره سقراط شخصاً ما أو أن يقوم أحدهم بكره شخص ما.

## ترجمة الجمل من لغة طبيعية إلى لغة اصطناعية
يمكن أن تكون الجمل في اللغات الطبيعية غامضة في حين أن لغات المنطق الجمعي والمنطق الأصلي دقيقة. يمكن أن تكشف الترجمة عن مثل هذه الالتباسات وأن تعبر بدقة عن المعنى المقصود.
على سبيل المثال، الجملة الأب تيد زوّج جاك وجيل. هل هذا يعني أن جاك تزوج جيل؟ في الترجمة قد نقوم بعمل التخصيصات التالية:
الثوابت الفردية
- آ: الأب تيد
- ب: جاك
- ج: جيل

المسندات:
آ تولى مراسم زواج عند زواج ب إلى ج
باستخدام هذه التخصيصات، يمكن ترجمة الجملة أعلاه على النحو التالي:
- M(ا ، ب ، ج): الأب تيد ترأس زواج جاك وجيل.
- ∃س ∃هـ (M(آ, ب, س) ∧ M(آ, ج, هـ)) الأب تيد ترأس زواج جاك بشخص ما وكان الأب تيد مسؤولاً عن زواج جيل بشخص ما.
- ∃س ∃هـ (M(س, آ, ب) ∧ M(هـ, آ, ج)) شخص ما أشرف على زواج الأب تيد إلى جاك وشخص آخر مسؤول في زواج الأب تيد إلى جيل.

لتحديد الترجمة الصحيحة لـ الأب تيد متزوج من جاك وجيل سيكون من الضروري أن نسأل المتحدث بالضبط عما كان المقصود.